# Halvmetal
Halvmetaller er grundstoffer med en blanding af metalliske og ikke-metalliske egenskaber. De er alle faste stoffer og ligger på en diffus skrå linje mellem metallerne og ikkemetallerne i p-blokken i periodesystemet.
Halvmetallerne er i hovedsagen også halvledere, men disse egenskaber er ligeså forskellige og må ikke forveksles. Halvmetaller er de grundstoffer som falder udenfor den almindelige kemiske klassificering som metal kontra ikke-metal. Halvledere er derimod en elektrisk egenskab som bruges om alle "svage" isolatorer, inklusive legeringer.
Halvmetallerne er 
| Gruppe (hovedgruppe) | 13 (III) | 14 (IV)   | 15 (V)  | 16 (VI)  |
| -------------------- | -------- | --------- | ------- | -------- |
| 2. periode           | bor      |           |         |          |
| 3. periode           |          | silicium  |         |          |
| 4. periode           |          | germanium | arsen   |          |
| 5. periode           |          |           | antimon | tellur   |
| 6. periode           |          |           |         | polonium |